# Pubescibidion pubescens
Pubescibidion pubescens är en skalbaggsart som beskrevs av Martins 2009. Pubescibidion pubescens ingår i släktet Pubescibidion och familjen långhorningar. Inga underarter finns listade i Catalogue of Life.